# Ferrari F50

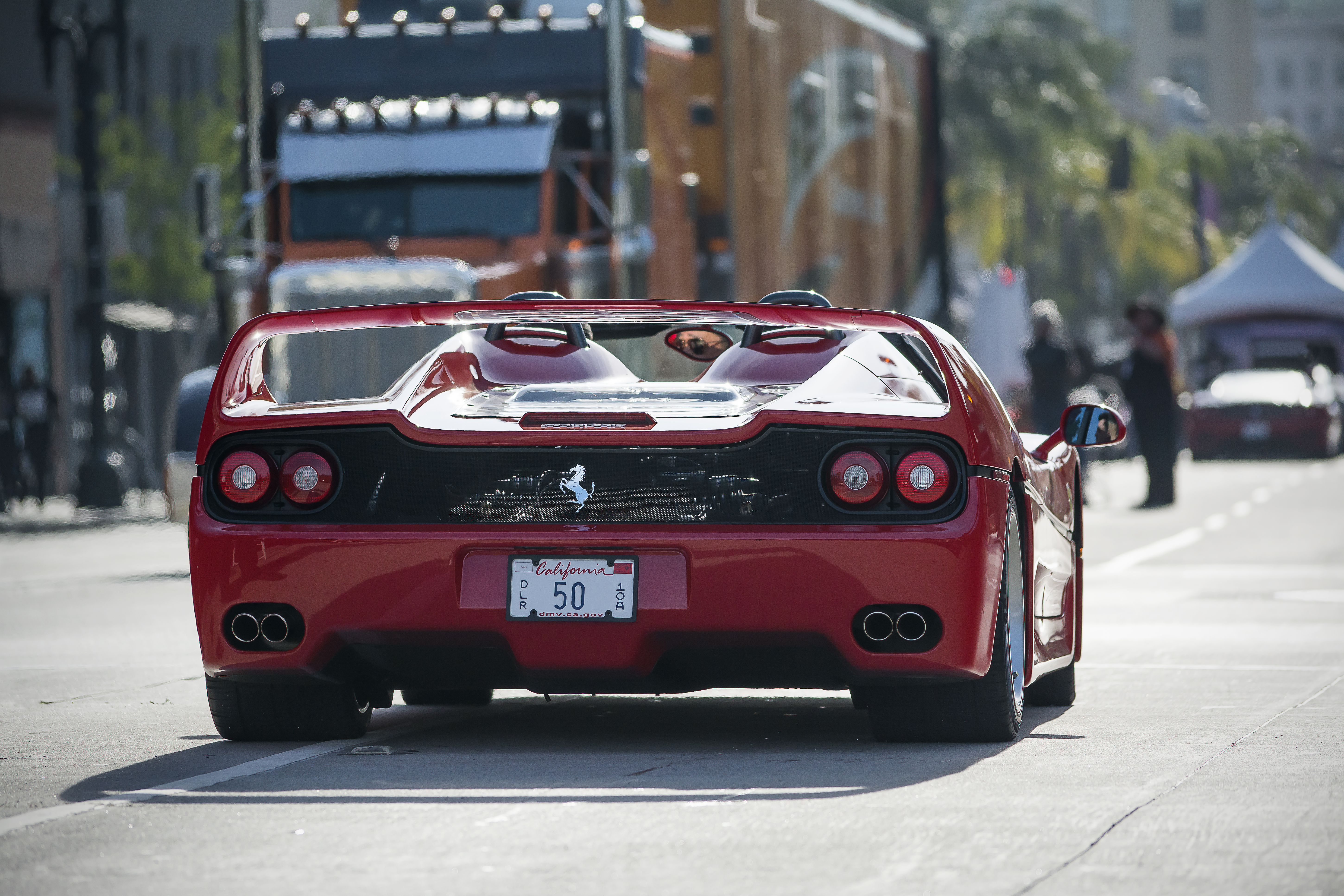
Achterzijde van de F50.

De Ferrari F50 is een supersportauto van het Italiaanse automerk Ferrari. De F50 werd in 1995 geïntroduceerd als opvolger van de F40, om de vijftigste verjaardag van het automerk te vieren. De auto is gebouwd op basis van Formule 1-technieken, gebruikmakend van de kennis die het merk in vijftig jaar had opgedaan met zijn racedivisie Scuderia Ferrari. Het model is gedurende twee jaar in een gelimiteerde serie van 349 exemplaren geproduceerd.
Vanwege zijn geavanceerde techniek en beperkte oplage is de F50 gewild onder zowel liefhebbers als verzamelaars en heeft hij een prominente plek gekregen in de historische lijn van supersportwagens van Ferrari. In 2002, vijf jaar nadat de laatste F50 was gebouwd, nam de Ferrari Enzo de positie ervan over met dezelfde filosofie: een sportwagen voor gebruik op de openbare weg die een Formule 1-wagen zo dicht mogelijk benadert.

## Ontstaansgeschiedenis

### Aanleiding
In het najaar van 1989 – op het moment dat de productie van de Ferrari F40 nog in volle gang was – gaf Piero Ferrari de aanzet tot het nadenken over een nieuwe supersportauto. Gezien het succes waarmee de F40 de veertigste verjaardag van de sportwagenfabrikant had gemarkeerd, was het voor hem duidelijk dat er een opvolger moest komen om het vijftigjarige jubileum van Ferrari S.p.A. luister bij te zetten. Ook kon Ferrari een positieve impuls gebruiken na het overlijden van oprichter Enzo Ferrari op 90-jarige leeftijd een jaar eerder.
Daarnaast moest deze auto de homologatie van de Ferrari 333 SP voor de Amerikaanse IMSA-serie in 1994 mogelijk maken. De IMSA schreef voor dat de gebruikte motor afgeleid moest zijn van een motor die toegepast werd in auto's die aan het grote publiek werden verkocht. Daarvoor zou de motor van de Ferrari F50 moeten dienen. Deelname aan de IMSA GT-kampioenschap was belangrijk voor Ferrari, omdat het merk met de 333 SP in de prototype-klasse na een afwezigheid van twintig jaar weer aan sportwagenraces wilde gaan meedoen. Succes daar was cruciaal om het merk in de Verenigde Staten, de grootste afzetmarkt voor Ferrari, na een terugval weer populairder te maken.

### Het F130-project
In 1991 werd gestart met de ontwikkeling van de auto met de interne codenaam F130, onder directe supervisie van de toen net aangetreden president van het bedrijf Luca di Montezemolo. Het lag voor de hand om de Formule 1 als basis te nemen voor de ontwikkeling van de auto. Niet alleen klanten vroegen hier regelmatig om, ook was dit de raceklasse waar Ferrari zich in de technologische ontwikkeling volledig op gefocust had in de twintig jaar ervoor.
Ferrari koos als krachtbron een atmosferische V12-motor, die de belangrijkste verandering ten opzichte van zijn voorgangers zou blijken te zijn. De voorgaande supersportwagens in de lijn van Ferrari – de 288 GTO en de F40 – bezaten namelijk een V8-motor met dubbele turbo's. Pininfarina, het gerenommeerde Italiaanse ontwerpbureau dat altijd al nauw had samengewerkt met Ferrari, kreeg de opdracht het ontwerp te maken. Lorenzo Ramaciotti tekende namens het bureau de auto.
Omdat in de F130 alle kennis verwerkt moest worden die Ferrari in vijftig jaar racehistorie had opgebouwd, duurde het ontwikkelproces veel langer dan bij de F40 het geval was geweest. Waar de F40 voortborduurde op de 288 GTO en zijn stalen chassis technologisch weinig hoogstaand was, werd de F130 volledig van lichtgewicht materialen zoals koolstofvezel gemaakt.

### Introductie
Op 6 maart 1995 werd de productieversie van de F130 als Ferrari F50 's avonds tijdens een preview in het internationale automuseum van Genève (Le Musée international de l'automobile) onthuld, voorafgaand aan de wereldwijde onthulling op de Autosalon van Genève drie dagen later. Di Montezemolo zei bij de presentatie: "Ons doel was om zoveel mogelijk Formule 1-technologie in een straatsportwagen te stoppen, maar tegelijkertijd een auto te bouwen die gemakkelijk te besturen is".
In zekere zin miste de F50 met deze lancering in 1995 twee doelstellingen die Ferrari vooraf had gesteld voor deze auto. Enerzijds kwam de F50 twee jaar te vroeg voor de viering van de vijftigste verjaardag van Ferrari – die mijlpaal zou namelijk pas in 1997 worden bereikt – en anderzijds kwam de auto een jaar te laat voor de homologatie voor de IMSA. Toch slaagde Ferrari daar alsnog in, want de IMSA-organisatie was dermate blij met de toetreding van Ferrari dat ze de homologatie van de 333 SP accepteerde met alleen de belofte dat de F50 er zou komen.
Bij de introductie van de F50 maakte Ferrari bekend dat het in een periode van twee jaar niet meer dan 349 exemplaren zou bouwen. Het was de stelregel van Enzo Ferrari dat er een exemplaar minder moest worden geproduceerd dan de beoogde marktvraag, om voldoende exclusiviteit te waarborgen. Uiteindelijk zijn er zeker 350 F50's geproduceerd in de Ferrari-fabriek te Maranello – hoewel er geruchten zijn dat er waarschijnlijk meer exemplaren gebouwd zijn op verzoek van enkele zeer vermogende klanten. De allereerste F50 is in eigendom gebleven van Ferrari en nooit te koop aangeboden.
Ook bouwde Pininfarina op verzoek van Hassanal Bolkiah, de sultan van Brunei, een op maat gemaakt exemplaar van de F50. De auto kreeg een vast dak inclusief een airbox om de motor van voldoende lucht te voorzien, de voorkant van de auto was opnieuw ontworpen en een veel grotere achterspoiler was gemonteerd. De auto kreeg de naam Ferrari F50 Bolide.

## Karakteristieken

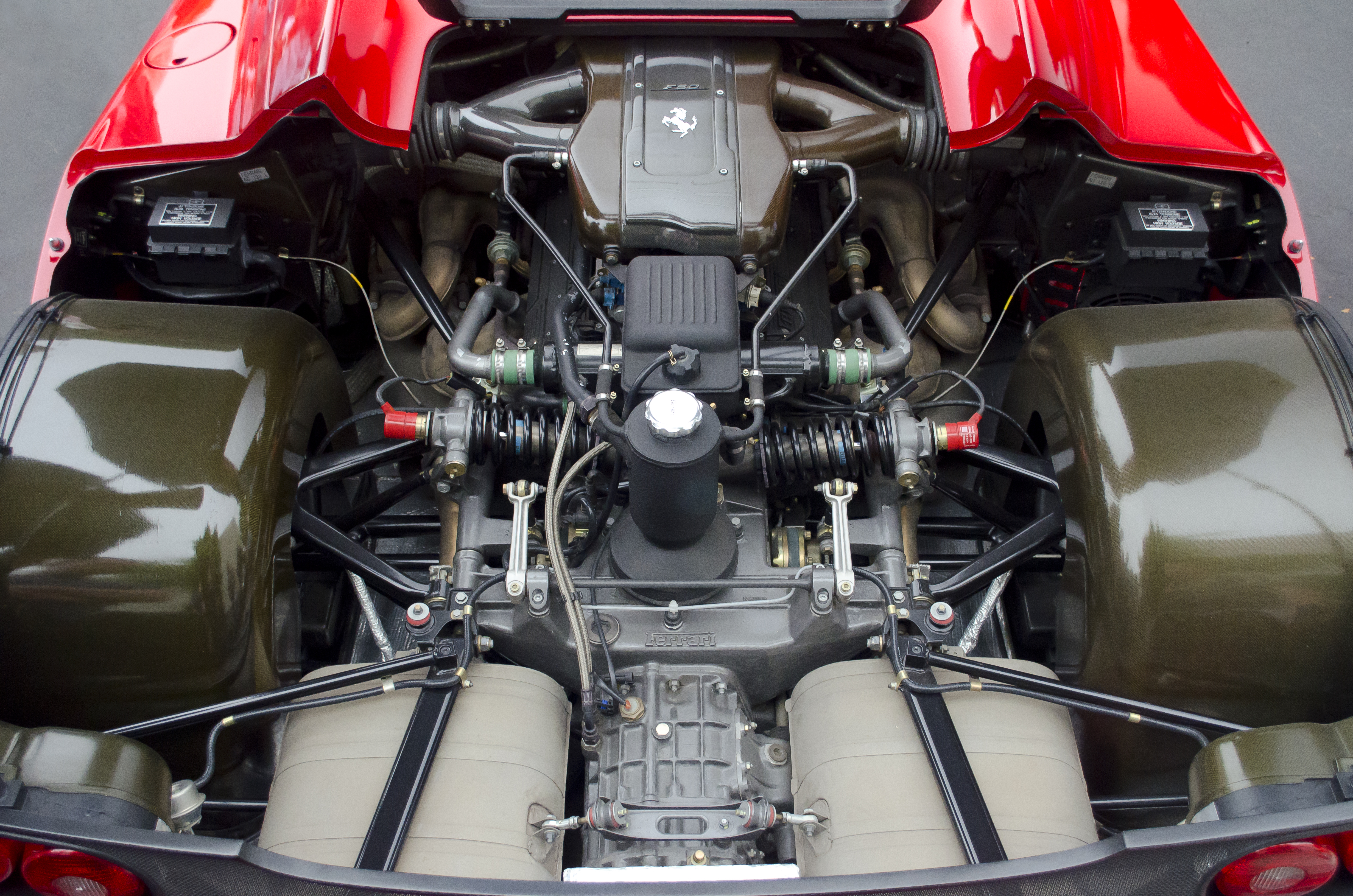
De atmosferische V12-motor van de F50.

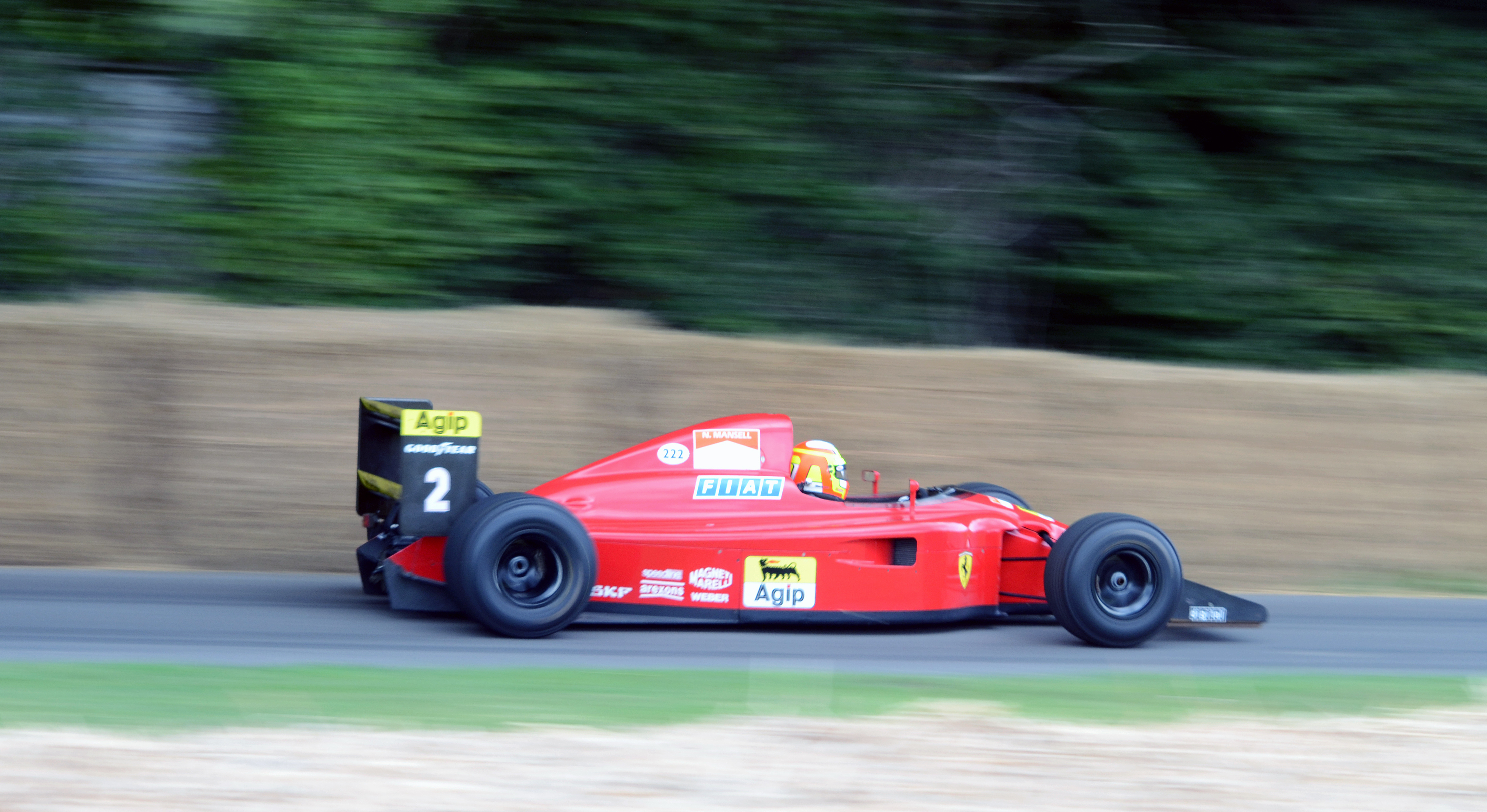
De 641 Formule 1-auto voorzag de F50 van zijn mechanische basis.

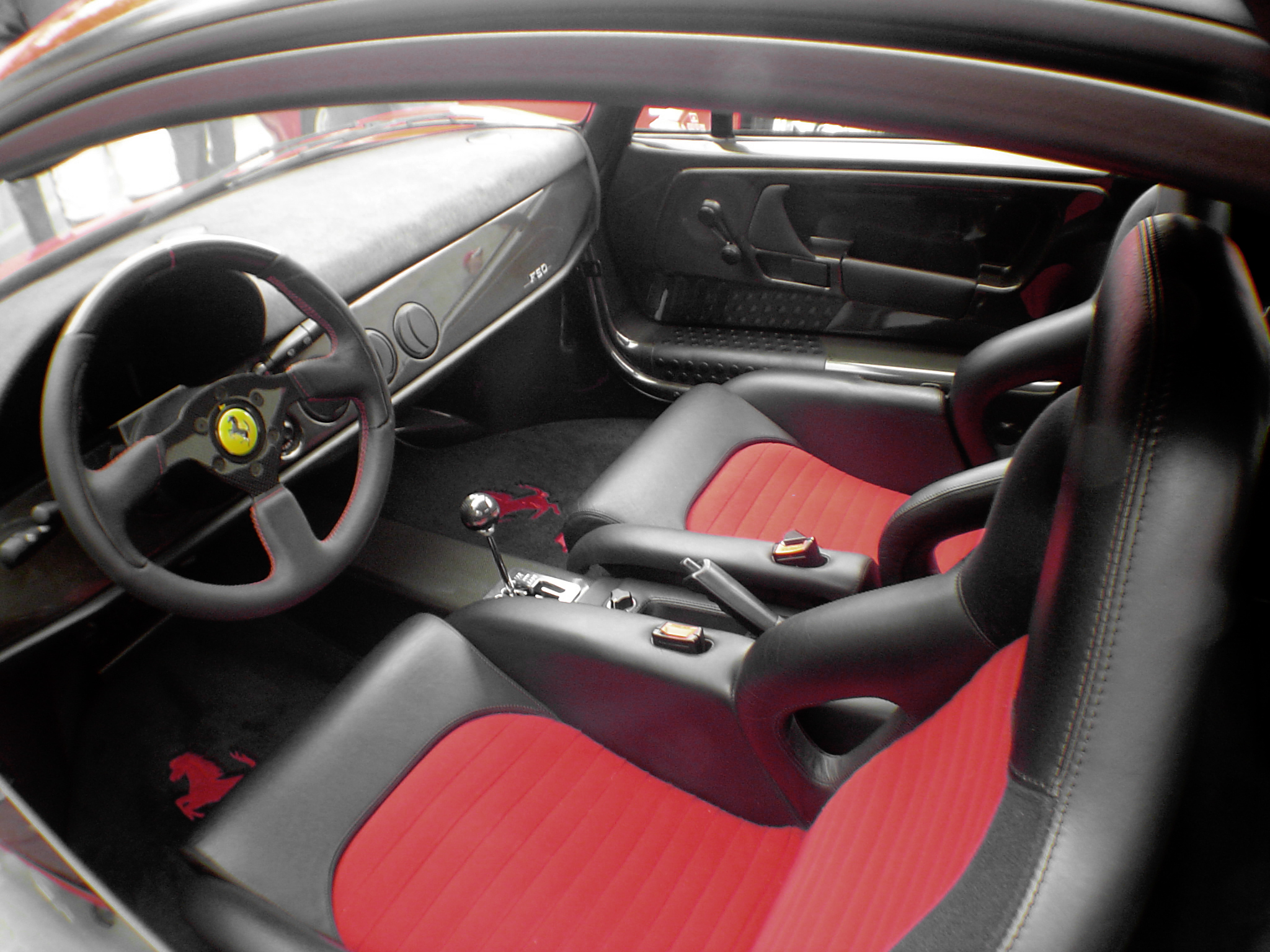
Het interieur van de F50.

### Motor en aandrijving
Het hart van de F50 is een langsgeplaatste atmosferische 4,7 liter F130B V12-motor met een V-hoek van 65 graden, uitgerust met vijf kleppen per cilinder (dus zestig kleppen in totaal) en een dubbele bovenliggende nokkenas (DOHC). Via een dry-sumpsysteem wordt de smering uitgevoerd; de sequentiële elektronische injectie van benzine wordt door een Bosch Motronic 2.7 motormanagementsysteem uitgevoerd.
De motor is ontwikkeld op basis van de 3,5 liter V12 die voor het eerst werd gebruikt in de Ferrari 641 Formule 1-auto uit 1990, dat seizoen bestuurd door Alain Prost en Nigel Mansell. Met een compressieverhouding van 11,3:1 levert de hoogtoerige krachtbron een vermogen van 520 pk (383 kW) bij 8500 toeren per minuut en een koppel van 471 Nm bij 6500 toeren per minuut. Dit komt overeen met een specifiek vermogen van 109,2 pk per liter – het hoogste van alle productieauto's met een atmosferische motor van dat moment.
De motor drijft de achterwielen aan en is gekoppeld aan een handgeschakelde versnellingsbak met zes versnellingen in het voor Ferrari traditionele H-patroon, uitgerust met een droge dubbele plaatkoppeling en een gelimiteerd slipdifferentieel. Omdat de techniek nog in de kinderschoenen stond, durfde Ferrari het met het oog op levensduur nog niet aan de F50 uit te rusten met de destijds recent geïntroduceerde semiautomatische F1-versnellingsbak met schakelflippers aan het stuur.
Rubberen brandstoftanks met een gezamenlijke inhoud van 105 liter zijn aan weerszijden van de motor gemonteerd. De motor is door middel van metalen subframes direct aan het chassis bevestigd. Dit heeft als voordeel dat gewicht wordt bespaard en stijfheid wordt vergroot; nadeel is dat deze montagewijze tijdens het rijden voor veel trillingen in de cockpit zorgt. De F50 is daarmee zeker geen comfortabele auto om te besturen.

### Chassis
Het chassis van de F50 is een monocoque opgetrokken uit koolstofvezel, kevlar en epoxyhars en geassembleerd in een honingraatstructuur, geproduceerd door het Amerikaanse Cytec Aerospace. Voor de constructie van een enkel chassis zette Cytec Aerospace 250 strekkende meter koolstofvezel en 500 meter nylonweefsel in elkaar in ongeveer 400 uur handwerk. Ondanks het lage gewicht van 101,6 kilogram is het chassis door deze constructie zeer torsiestijf, wat de bestuurbaarheid en hanteerbaarheid van de auto ten goede komt. De F50 heeft tandheugelbesturing.
De onafhankelijke wielophanging bestaat uit titanium duwstangen en draagarmen van ongelijke lengte, schroefveren en gasgevulde telescopische schokdempers van Bilstein die elektronisch bediend kunnen worden. De F50 is uitgerust met Brembo gietijzeren remschijven, die zijn geperforeerd voor een betere koeling, en uitgevoerd met aluminium remklauwen. Hulpsystemen als een antiblokkeersysteem, rembekrachtiging en stuurbekrachtiging heeft de F50 niet. Ferrari vond dit niet passen bij het puristische karakter van de F50.

### Exterieur
Pininfarina heeft met het ontwerp gekozen voor een duidelijke stijlbreuk met de voorganger van de F50: het uiterlijk is veel ronder en vloeiender dan dat van de F40. Inspiratie voor het ontwerp kwam onder andere van de conceptauto Ferrari Mythos, een eerder ontwerp van Ramaciotti. Het front van de F50 heeft een relatief kleine grille, maar forse koelopeningen tussen de koplampen. Ook aan de zijkanten, tussen de portieren en de achterwielen, zijn koelsleuven opgenomen die de stroomsnelheid van de koelende buitenlucht vergroten.
De F50 heeft een afneembaar dak (een zogenaamd targa-dak), waardoor de auto open gereden kan worden, en het dak is zo ontworpen dat de auto in dichte toestand als een volwaardige coupé door het leven kan gaan. Aangezien het afneembare dak nergens in de auto kan worden opgeborgen – de enige bagageruimte aan de voorzijde van de auto heeft het formaat van een schoenendoos – leverde Ferrari de F50 inclusief een canvas dak, dat als het niet gebruikt wordt achter de stoelen opgeborgen kan worden en met riemen op zijn plaats wordt gehouden.
De 18 inch wielen zijn voor de F50 ontwikkeld door Goodyear. De achterbanden (type 335/30 ZR-18) zijn breder en hebben een grotere diameter dan de voorbanden (type 245/35 ZR-18). De bijbehorende vijfspaaksvelgen, gefabriceerd door de Italiaanse fabrikant Speedline, zijn van een magnesiumlegering.
Het overgrote deel van de 349 verkochte F50's is geleverd in de kleur Rosso Corsa (rood, 302 stuks). Er bestaan ook exemplaren in Giallo Modena (geel, 31 stuks), Rosso Barchetta (donkerrood, 8 stuks), Argento Nurburgring (zilver, 4 stuks) en Nero Daytona (zwart, 4 stuks).

### Interieur
Het interieur van de F50 is met het oog op gewichtsvermindering vrij spartaans uitgevoerd. Zo bestaat het dashboard uit een koolstofvezelpaneel, slechts onderbroken door drie ventilatieopeningen, en is dit materiaal door het gehele interieur terug te vinden. De bovenzijde van het dashboard is afgewerkt met alcantara. Het sportstuur, gefabriceerd door het Milanese MOMO, heeft geen airbag.
De kuipstoelen zijn bekleed met Brits Connolly-leer en stof. Om de ideale rijpositie te creëren zijn niet alleen de stoelen verstelbaar maar ook de pedalen. De ramen moeten handmatig geopend worden en een radio ontbreekt. De enige vorm van luxe die de F50 bezit is airconditioning.

## Prestaties

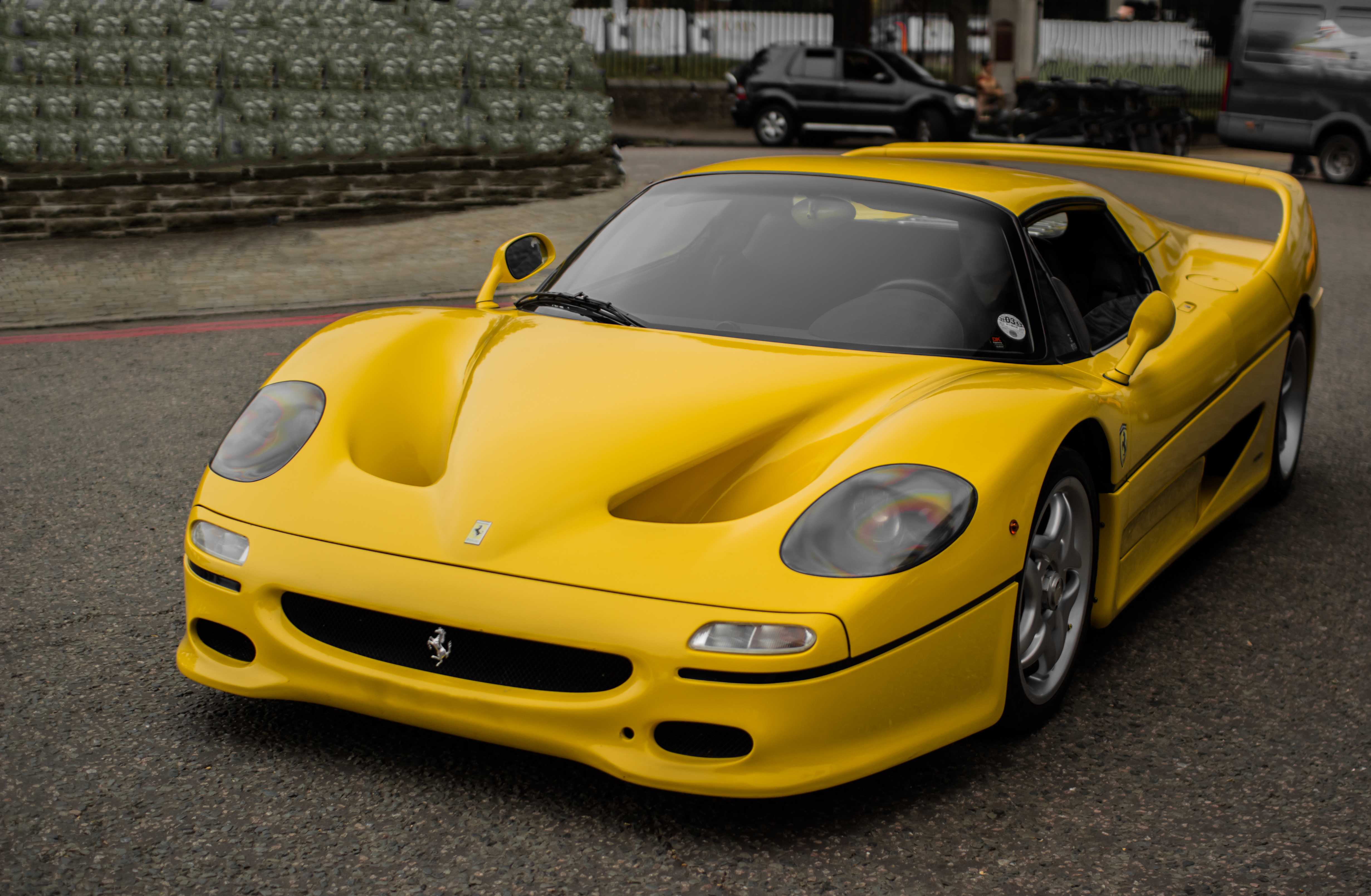
De F50 in de kleur Giallo Modena.

Volgens de fabrieksopgave is de F50 in staat vanuit stilstand in 3,87 seconden naar 100 km/u te accelereren om uiteindelijk een topsnelheid van 325 km/u te bereiken. Toen de F50 werd gelanceerd wilden verschillende autojournalisten de auto in de praktijk testen, maar Ferrari stelde geen persauto beschikbaar – wat bij de introductie van een nieuwe auto wel gebruikelijk is – en leek ook pogingen van automagazines om via eigenaren een auto te laten deelnemen aan vergelijkingstests tegen te werken. Enkele rondjes op Ferrari's eigen testcircuit Pista di Fiorano waren wel mogelijk, maar een volwaardige test van de F50 bleek onuitvoerbaar. Ferrari leek zich ervan bewust dat de F50 niet sneller was dan zijn voorganger en wilde die boodschap, en de verwachte teleurstelling die daaruit zou volgen, waarschijnlijk voor het publiek achterhouden.
Het Amerikaanse tijdschrift Car and Driver lukte het om begin 1997 als een van de eerste een F50 te bemachtigen om deze aan een volledige test te onderwerpen, en publiceerde de volgende resultaten:
- 0–60 mijl per uur (97 km/u): 3,8 seconden
- 0–100 mijl per uur (160 km/u): 8,5 seconden
- 0–150 mijl per uur (240 km/u): 18,8 seconden
- 1/4 mijl sprint: 12,1 seconden met eindsnelheid van 123 mijl per uur (198 km/u)
- topsnelheid: 194 mijl per uur (312 km/u)
- laterale acceleratie: 0,95 g (fabrieksopgave 1,2 g)

Het artikel concludeerde dat de geteste F50 – met slechts 31 kilometer op de teller, dus nog nauwelijks ingereden – op een aantal punten niet in staat was de fabrieksopgave te behalen. Daarnaast bleek uit die test inderdaad dat de oudere F40 vrijwel dezelfde prestaties liet zien en op sommige punten zelfs sneller was dan de veel geavanceerdere en krachtigere F50.
Vrijwel gelijktijdig testte ook het Amerikaanse tijdschrift Road and Track een F50. De testresultaten waren beter (0–60 mph in 3,6 seconden en 0–100 mph in 8,0 seconden), maar vooral de rijervaring werd geprezen: "More than anything, the F50 simply feels like a racing car. It is pleasant and predictable to drive."
In december 1997 zette het Britse tijdschrift CAR de F50 tegenover negentien andere sportwagens om de auto met de beste handling te vinden. De F50 won deze test glansrijk: "So much power, so much sound, such huge cornering forces... Yet all so friendly, so easily modulated. Has any other car this monstrous ever handled so beautifully before? We think not."
Op het circuit bleek het werkelijke potentieel van de F50. Met een rondetijd van 1:27.0 op het circuit van Fiorano was de F50 duidelijk sneller dan de F40 (1:29.6) en 288 GTO (1:36.0).

## Ontvangst

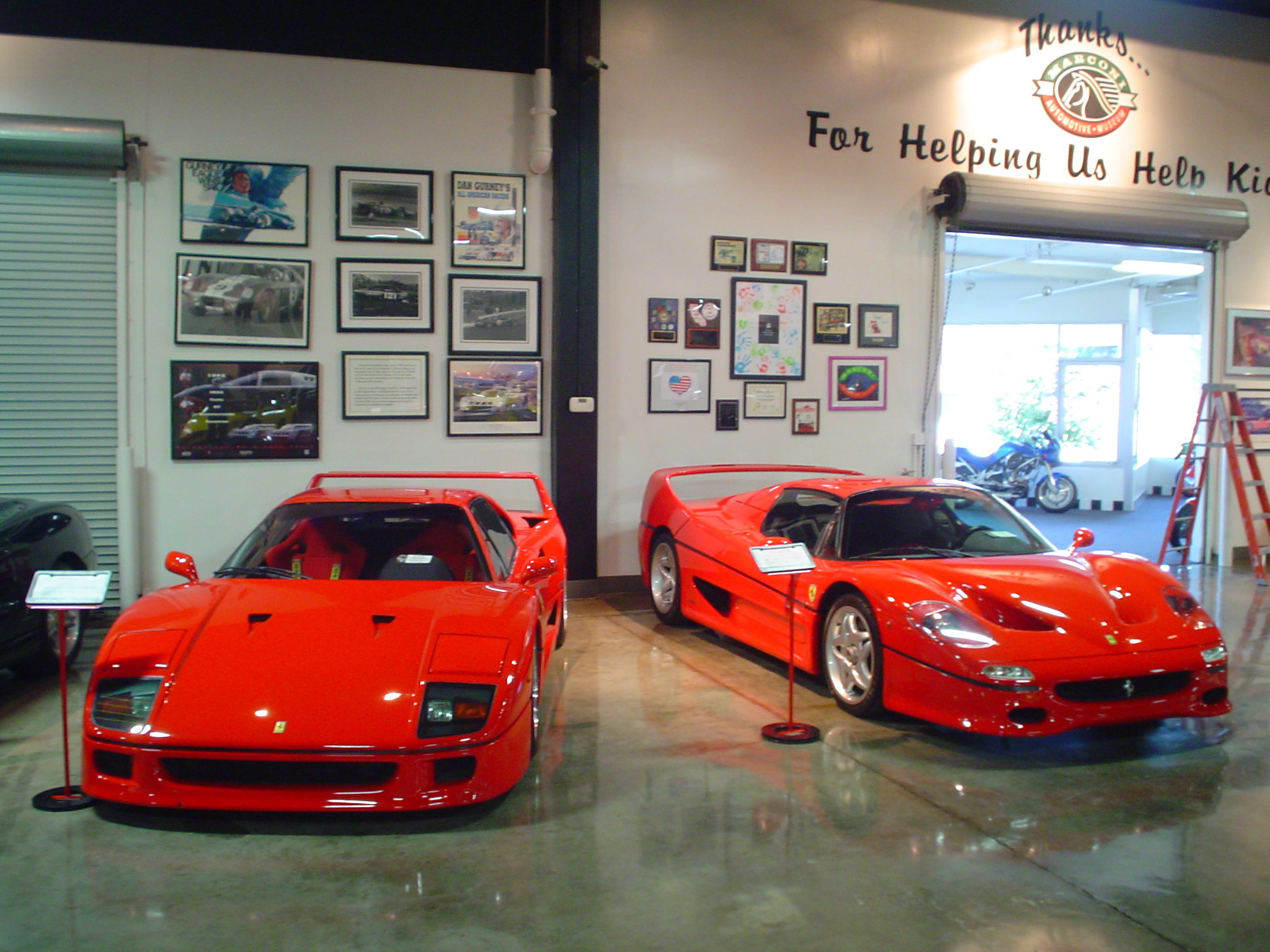
De F40 en F50.

Hoewel de F50 een technisch hoogstaande supersportwagen was, kreeg de auto geen onverdeeld positieve ontvangst van het publiek. De F50 zou minder karakter hebben dan zijn voorganger de F40, de laatste auto die werd ontwikkeld onder toezicht van Enzo Ferrari zelf. De F40, die in acceleratie en topsnelheid vrijwel net zo snel was als de F50, werd door velen als een stuk sensationeler ervaren om te rijden. Ook kon het ongewone ontwerp van de F50 op een meer dan gemiddelde hoeveelheid kritiek rekenen en dan met name de grote koelgaten, de lange overhang voor en de korte overhang met afgeronde spoiler achter. De populaire Top Gear-presentator Jeremy Clarkson noemde de F50 zelfs de grootste catastrofe in de historie van het merk.
Maar de belangrijkste factor was waarschijnlijk dat het prestatieniveau van de F50 vrijwel direct in de schaduw kwam te staan van veel snellere concurrenten als de Jaguar XJ220, de Bugatti EB110, de Lamborghini Diablo en de (wel veel duurdere) McLaren F1, op dat moment met een topsnelheid van 386,4 km/u de duidelijke primus inter pares. Van een fabrikant van statuur als Ferrari werd op prestatievlak meer verwacht dan de F50 kon waarmaken.
Desalniettemin waren alle 349 exemplaren van de F50 verkocht voordat de productie was gestart.
De verkoopprijs van de auto werd vastgesteld op $480.000, echter was de auto niet door iedereen aan te schaffen. Om speculanten de wind uit de zeilen te nemen – de F40 was op grote schaal aangeschaft om vervolgens tegen een veel hogere prijs te worden doorverkocht – kwam alleen een door Ferrari zelf geselecteerde clientèle in aanmerking voor een F50 (in ieder geval in de Verenigde Staten). Na een aanbetaling moest de wagen twee jaar worden geleased voordat het eigenaarschap werd overgedragen. Deze leaseconstructie kostte de eigenaar uiteindelijk ruim $560.000. Alle 55 exemplaren van de F50 die in de Verenigde Staten zijn verkocht, werden in 1995 uitgeleverd omdat de auto niet voldeed aan de emissie- en airbagnormen die na dat jaar van kracht zouden worden.

## Motorsport: de F50 GT

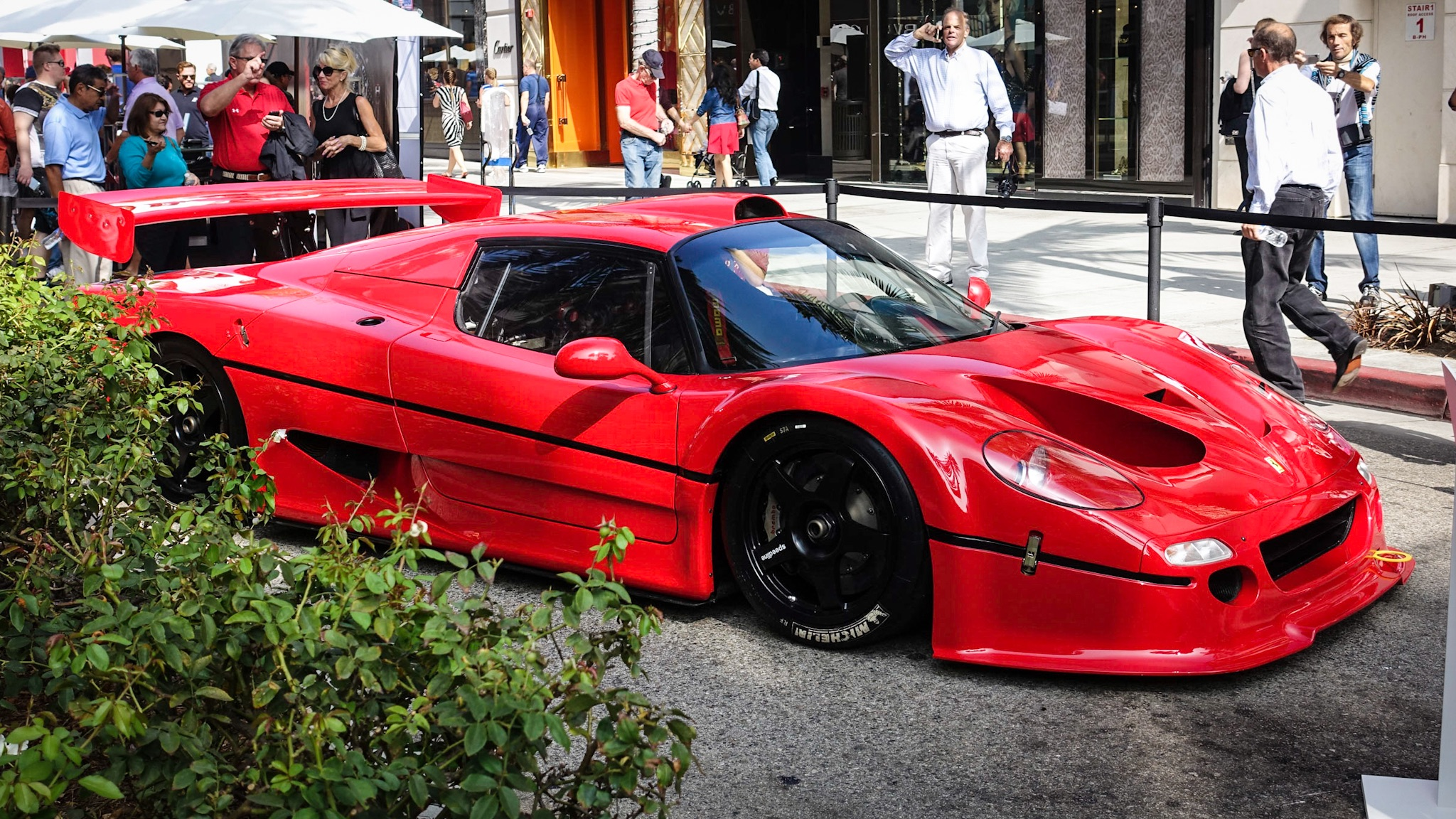
De F50 GT, met vast dak en grotere spoilers.

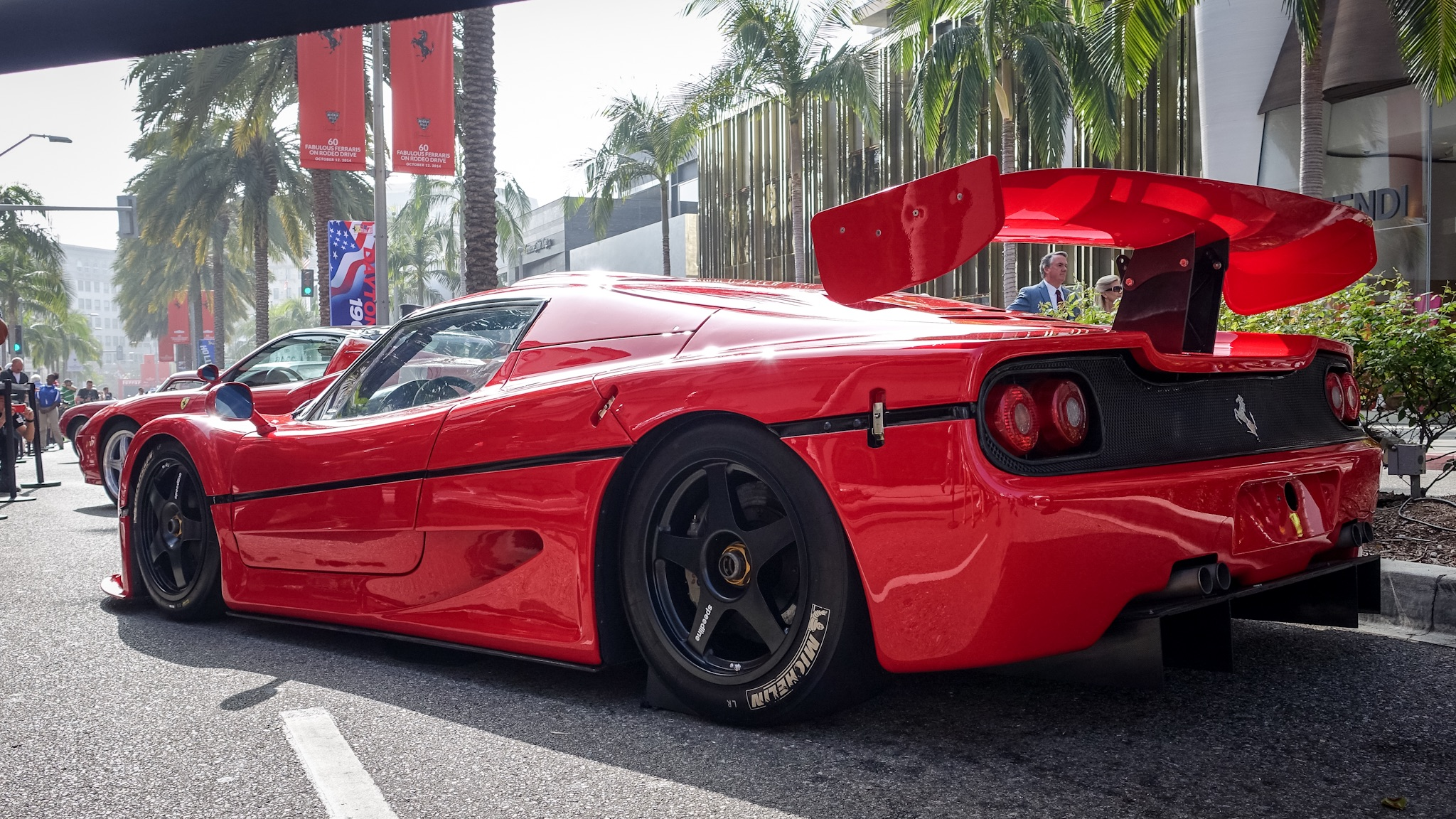
Chassis 001, de enige GT door Ferrari geassembleerd tijdens het programma.

Ferrari had met de GTE- en LM-versies van de F40 een redelijk succesvolle raceauto gebouwd voor privérijders (zogeheten privateers), onder andere voor de BPR Global GT Endurance Series, het toenmalige officiële wereldkampioenschap langeafstandsraces voor GT-wagens. Om concurrerend te blijven besloot Ferrari om op basis van de F50 een opvolger te ontwikkelen die mee kon doen in het FIA GT kampioenschap dat in 1997 zou starten. Ferrari werkte voor dit project samen met de Italiaanse raceautofabrikanten Dallara en Michelotto, die beide in het verleden met Ferrari aan een aantal andere projecten hadden gewerkt.
In 1996 was de ontwikkeling zo ver gevorderd dat de prestaties van het prototype gemeten konden worden. Het bleek een volwaardige raceauto die ten opzichte van de reguliere F50 op tal van onderdelen verbeterd was. Zo was het vermogen van de motor opgeschroefd tot 750 pk (550 kW) bij 10.500 toeren per minuut en steeg het koppel naar 529 Nm bij 8000 toeren per minuut. De aerodynamica was aangepast, met grotere voor- en achterspoilers om meer neerwaartse kracht te genereren, en er werd een diffusor gemonteerd om de luchtstroom onder de auto te verbeteren. Het targa-dak verdween ten faveure van een vast dak en de GT werd ook verlaagd, waardoor de totale rijhoogte op minder dan 110 cm uitkwam.
Ferrari voorzag de GT van een sequentiële versnellingsbak, carbon remschijven en volledig instelbare wielophanging. Het interieur werd ontdaan van alle voor het racen onnodige opsmuk en kreeg onder andere een volledig digitaal dashboard. Het koolstofvezel chassis bleef wel gelijk aan dat van de gewone F50. De inspanningen om gewicht te besparen leidden tot een droog gewicht van 860 kilogram, waar de reguliere F50 een droog gewicht van 1230 kilogram had.
Deze ingrijpende aanpassingen maakten de F50 GT, ook wel F50 GT1 genoemd, een veel snellere auto dan een gewone F50. De GT was in staat om vanuit stilstand in 2,9 seconden naar 100 km/u te sprinten en een top van 376 km/u te bereiken. In handen van testrijder Nicola Larini bleek de auto op het circuit van Fiorano enkele seconden sneller dan de 333 SP.

### Voortijdig einde
Toch stopte Ferrari de ontwikkeling van de F50 GT nog voordat de eerste race van het FIA GT-kampioenschap werd verreden. Met een aantal kleine wijzigingen in de regels in aanloop naar de start van het seizoen waren Porsche, McLaren en Mercedes ineens in staat om extreem dure en veel snellere 'evolutie'-versies van hun raceauto's te bouwen en die ontwikkeling kon Ferrari met de F50 GT niet bijbenen. Ferrari beklaagde zich nog wel over deze regelwijziging bij de FIA, maar had geen succes. Omdat Ferrari gezichtsverlies wilde voorkomen betekende dat dus het einde van de F50 GT.
Er bestaan drie afgebouwde exemplaren van de F50 GT. Chassis 001 is het enige exemplaar dat door Ferrari werd geassembleerd en gebruikt tijdens de ontwikkeling van de GT, chassis 002 en 003 werden afgebouwd van overgebleven reserveonderdelen nadat het programma was gestopt. De drie exemplaren werden verkocht aan enkele zeer goede klanten van Ferrari, onder de strikte afspraak dat geen van de GT's ooit zou worden gebruikt voor racen. Drie additioneel gebouwde chassis zijn vernietigd. In 2000 werd in Arizona voor het eerst een van de drie afgebouwde exemplaren te koop aangeboden. Chassis 003 werd op een veiling verkocht voor ruim 1,4 miljoen dollar, meer dan het dubbele van wat er op dat moment voor een reguliere F50 werd betaald.

## Erfenis

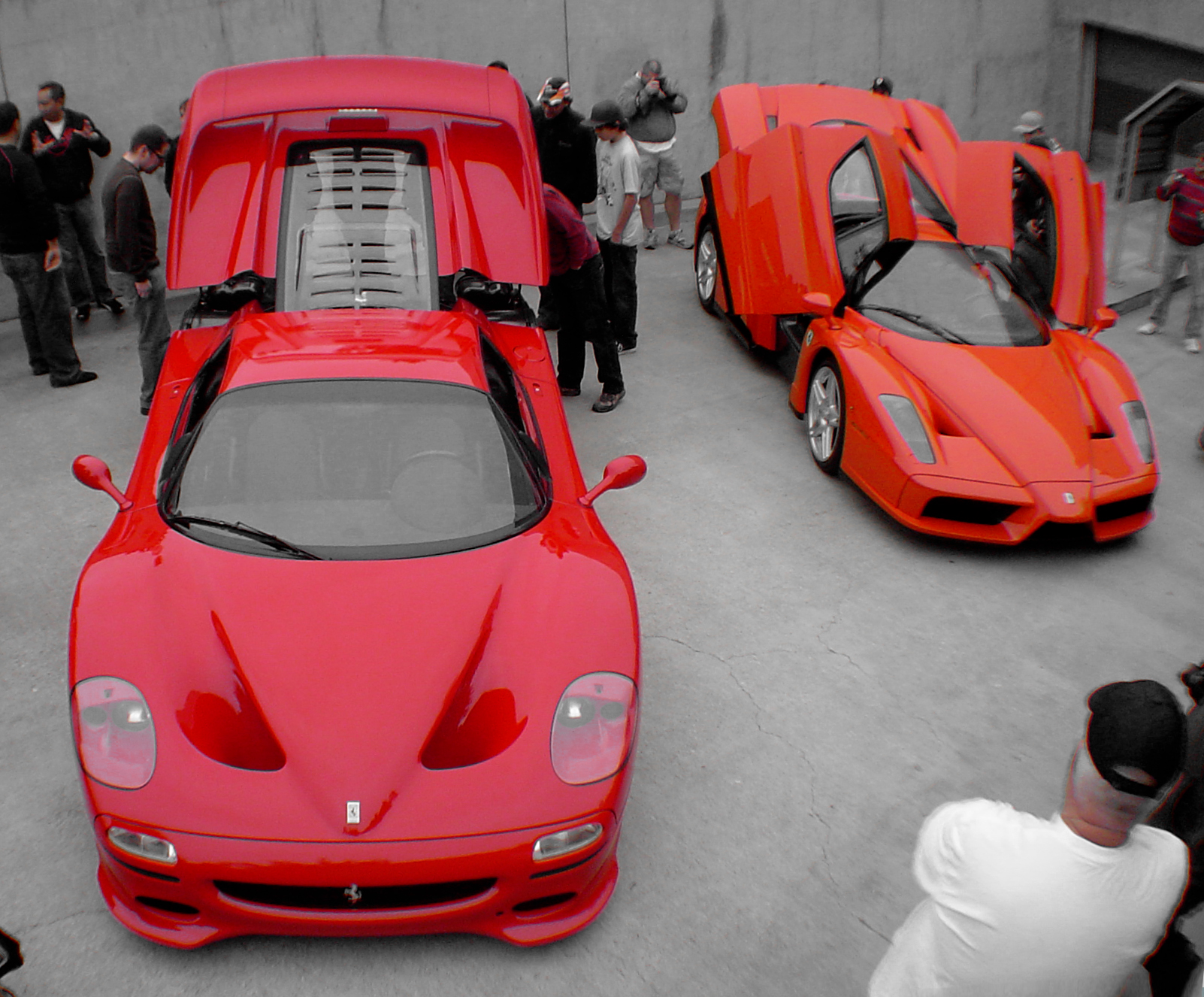
De F50 en de Enzo, zijn opvolger.

Bij de lancering van de F50 in 1995 zei Ferrari-president Di Montezemolo dat het, als gevolg van de steeds strenger wordende emissie-eisen in vrijwel alle afzetmarkten, de laatste keer zou zijn dat Ferrari zo'n auto kon baseren op een Formule 1-motor. Ook bleek de F50 de laatste Ferrari supersportwagen te zijn met een traditionele manuele versnellingsbak. Die combinatie maakt de F50 uniek in zijn soort.
Ondanks de aanvankelijk niet onverdeeld positieve reacties bij de introductie van de F50 is de auto een zeer gewilde klassieker. Mede vanwege zijn exclusiviteit – de F50 is in kleinere aantallen geproduceerd dan de meeste andere Ferrari supersportwagens – en zijn unieke technische basis wordt er voor een F50 door verzamelaars veel meer betaald dan waarvoor de auto ooit werd verkocht. Op 22 mei 2021 werd een exemplaar (chassisnr. 103922, een van de 55 exemplaren gebouwd voor de Amerikaanse markt) door Sotheby's verkocht voor ruim 3,7 miljoen dollar. Een jaar eerder hamerde het Amerikaanse veilinghuis Gooding & Company een F50 af op ruim 3,2 miljoen dollar.

### Opvolging
In juli 2002, vijf jaar nadat de laatste F50 werd geproduceerd, introduceerde Ferrari de opvolger, de Ferrari Enzo. Het idee achter de Enzo was hetzelfde als dat achter de F50: het bouwen van een Formule 1-wagen voor de weg. In de maand van de lancering stelde Michael Schumacher met de Ferrari F2002 in de elfde van zeventien wedstrijden de rijderstitel van het wereldkampioenschap Formule 1 zeker. Een betere samenloop had Ferrari zich niet kunnen wensen.
Met het ontwerp van de Enzo was Pininfarina wederom een nieuwe weg ingeslagen, waarbij scherpe lijnen terugkeerden en de afwezigheid van een achterspoiler een opvallende verandering was. Met een 6,0 liter V12-motor met een vermogen 660 pk bleek de Enzo sneller dan de F50. In 3,65 seconden wordt 100 km/u bereikt en de topsnelheid ligt boven de 350 km/u. Misschien wel een belangrijkere graadmeter: Schumacher was op het circuit van Fiorano met de Enzo vijf seconden sneller dan met de F50.